# Josef Gajdůšek
Josef Gajdůšek (* 7. listopadu 1943 Dolní Němčí) je bývalý český fotbalový obránce. Nejčastěji nastupoval na levém kraji obrany. Jeho mladší bratr Miroslav byl československým fotbalovým reprezentantem.

## Hráčská kariéra
V československé nejvyšší soutěži hrál za Duklu Praha a Jiskru Otrokovice, s pražskou Duklou byl mistrem ligy. Vstřelil jednu prvoligovou branku – ve středu 19. května 1965 v Otrokovicích do sítě pražských Bohemians (prohra 3:6).

### Prvoligová bilance
| Ročník          | Zápasy | Góly | Minuty | Klub                 |
| --------------- | ------ | ---- | ------ | -------------------- |
| I. liga 1963/64 | 1      | 0    | 90     | AS Dukla Praha       |
| I. liga 1964/65 | 25     | 1    | 2 113  | TJ Jiskra Otrokovice |
| CELKEM I. LIGA  | 26     | 1    | 2 203  |                      |